# Banco del Pacífico
El Banco del Pacífico es una institución financiera estatal de Ecuador. En la actualidad es el tercer banco con mayores utilidades del país, superado únicamente por el Banco Pichincha y Banco Guayaquil. Así mismo posee una calificación de AAA- de la agencia de control de riesgo CRH Humphreys S.A., superado solo por Banco Pichincha y Banco Guayaquil.

## Historia
Fue creado en 1972 por el empresario Marcel J. Laniado. Se convirtió en el primer banco de América del Sur en introducir cajeros automáticos.
En el año 2001 pasó a manos del Estado luego de la Crisis financiera en Ecuador de 1999. Luego del traspaso, el manejo del banco fue transferido a una administración extranjera con miras a una eventual venta. Sin embargo, en 2011 el presidente del directorio del Banco Central de Ecuador anunció que el Banco del Pacífico permanecería en poder del Estado. También se anunció que el banco poseía $1.500 millones en activos y un patrimonio que alcanzaba los $500 millones.
Desde que su administración pasó al Estado ha sido parte de varios de los planes de desarrollo del Gobierno, como por ejemplo la entrega de créditos para vivienda por medio del Ministerio de Vivienda en 2009. En junio de 2013, se anunció también que a partir de septiembre del mismo año sería Banco del Pacífico quien entregaría los créditos educativos y becas que antes otorgaba el IECE (Instituto Ecuatoriano de Crédito Educativo y Becas).
En septiembre de 2013, el banco presentó un plan bajo el nombre de "Tu Banco Banco Aquí", con el objetivo de abrir más de 2000 puntos de atención al cliente en barrios populares.

## Campañas publicitarias
En septiembre de 2013 el banco anunció un acuerdo con el equipo de fútbol de Guayaquil, Club Sport Emelec. El acuerdo contempla el cambio de nombre del Estadio George Capwell por el de "Estadio Banco del Pacífico" durante tres años.